# Birgland
Birgland – miejscowość i gmina w Niemczech, w kraju związkowym Bawaria, w rejencji Górny Palatynat, w regionie Oberpfalz-Nord, w powiecie Amberg-Sulzbach, wchodzi w skład wspólnoty administracyjnej Illschwang. Leży w Jurze Frankońskiej, około 15 km na południowy zachód od Amberga, przy autostradzie A6.

## Demografia
| Rok  | Liczba mieszkańców |
| ---- | ------------------ |
| 1970 | 1 621              |
| 1987 | 1 601              |
| 2000 | 1 763              |
| 2006 | 1 822              |

## Osoby urodzone w Birglandzie
- Johann Flierl – misjonarz

## Oświata
(na 1999)

W gminie znajduje się 50 miejsc przedszkolnych (58 dzieci).